# Speak No Evil
Speak No Evil je peti studijski album ameriškega jazz saksofonista Wayna Shorterja, ki je izšel junija 1966 pri založbi Blue Note Records. Album vsebuje elemente hard bopa in modalnega jazza. Naslovnica albuma prikazuje Shorterjevo prvo ženo Teruko (Irene) Nakagami, s katero se je Shorter prvič srečal leta 1961.

## Zasedba
Na dveh predhodnih albumih je sodelovala različica »klasičnega kvarteta« Coltranove ritem sekcije, pri tem albumu pa je Shorter nekoliko spremenil zasedbo, najverjetneje zaradi vpliva njegovega aktualnega prihoda v Davisov 2. kvintet. Iz prejšnje zasedbe je ostal le Coltranov bobnar Elvin Jones, kot nova glasbenika v zasedbi pa sta se pojavila Davisova sodelavca na klavirju in kontrabasu, Herbie Hancock in Ron Carter. Zasedbo je sestavljal še trobentač Freddie Hubbard, Shorterjev znanec, ko je bil Shorter glasbeni direktor pri zasedbi Arta Blakeyja. Od 1964 je bil Hubbard konstantni sodelavec Hancocka. Celotna zasedba je precej podobna kasnejšemu kvintetu V.S.O.P., le da je namesto Jonesa bobnal Tony Williams.

## Kompozicije
Shorter je za snemanje na božični večer pripravil šest novih kompozicij. Med skladanjem kompozicij je Shorter razmišljal o meglenih pokrajinah z divjimi rožami in nenavadnimi, slabo vidnimi oblikami - vrsta kraja, kjer se rodijo legende in folklora. Razmišljal je tudi o čarovniških procesih. Poleg tega so bile inspiracija tudi pravljice - skladba »Fee-Fi-Fo-Fum« je imenovana po velikanu iz pravljice Jack and the Beanstalk.
Album predstavlja Shorterjev povratek k hard bopu, kombiniranemu z modalnimi elementi, za razliko od predhodnika, JuJu, ki je vseboval predvsem modalni jazz. Zvok albuma je precej temačen in žalosten.

### »Infant Eyes«
Shorter je o skladbi dejal: »'Infant Eyes' je bila napisana, ko je bila moja hčerka dojenček, stara okrog šest mesecev... na nekaterih ravneh ima ponavljaje: ponovitev, zaporedje korakov navzgor, še ena ponovitev melodije, še ena ista oblika«. To je nekakšna himna Shorterjeve hčerke, precej podobna nekaterim njegovim sodobnejšim baladam (»House of Jade«, »Iris«).

### »Dance Cadaverous«
Inspiracija za to skladbo je bila stara fotografija študentov medicine, ki bodo začeli z delom na telesu, vsebuje pa tudi melodične odmeve Sibeliusove skladbe Valse triste, katero je Shorter tudi izvajal.

### »Witch Hunt«
Melodija je večinoma sestavljena iz čistih kvart, ki opisujejo kvartne akorde. V času pisanja skladbe in prvega snemanja, je pričela kvartna harmonija postajati vse bolj popularna v »post-bop« jazzovskih krogih, na kar je posebej vplival pianist McCoy Tyner. Skladba se prične s fanfarami.

### »Wild Flower«
»Wild Flower« je jazz standard v ritmu valčka. Skladba je znana kot ena redkih jazzovskih valčkov. Njene živahne, hrepeneče melodije obujajo spomin na zgodnje obdobje Johna Coltrana, zlasti pri uvajanju ene melodične linije preko premikajoče harmonične baze. Dolge viseče pavze ob koncu vsake melodične fraze simbolizirajo Shorterjeve kompozicije ter tudi kompozicije Herbieja Hancocka, ki je igral klavir na originalni verziji, in Leeja Morgana, s katerim je Shorter sodeloval pri albumu Search for the New Land.

## Izvedbe
Čeprav so bile večkrat omenjene povezave albuma z avantgardnim jazzom (The Penguin Guide to Jazz, AllMusic), so melodije precej toge in konvencionalne strukture. Skoraj vse se pričnejo s kratkim uvodom, ki mu sledi eden ali dva stavka daljše teme, igrane v harmoniji z dvema trobiloma.
Shorterjevo jedrnato, preprosto soliranje na albumu je v izrazitem nasprotju z njegovim zgodnjim, obremenjenim, Coltranovskim stilom. Več kritikov je opazilo, da so Jones, Carter in Hubbard nenavadno nizki, medtem ko je Hancock večinoma tak kot je. Hubbardov prispevek je omejen na le štiri skladbe z albuma; pri skladbi »Infant Eyes« se ne pojavi, pri »Dance Cadaverous« pa igra le pri dveh stavkih teme. Jones in Carter nista prispevala nobenega sola na albumu.

## Sprejem
Speak No Evil je eden številnih albumov, ki jih je Shorter leta 1964 posnel za založbo Blue Note. V istem času je bil dejaven v Kvintetu Milesa Davisa, zato je bilo malo verjetno, da bi bil album v času izdaje deležen posebne pozornosti. Čas pa je pripeljal do tega, da je album splošno priznan kot Shorterjev najboljši album in tudi kot vrhunec kataloga založbe Blue Note. The Penguin Guide to Jazz je album izbral kot del svoje zbirke Core Collection ter ga imenoval »Shorterjev daleč najbolj zadovoljiv album«. Portal AllMusic je album ocenil s petimi zvezdicami, Murray Horwitz pa je leta 2001 dejal: »Speak No Evil je nekakšna utrditev Shorterjeve kompozicijske odličnosti. Zelo je temeljit, dosleden in širokega spektra. Skoraj kot manifest za njegove ideje. Te ideje so bile pred 40. leti nove, vendar so še danes sveže.«
Priznanje ni bilo soglasno. Spletni portal Down Beat albuma ni uvrstil med vrhunce Shorterjeve kariere, David Wilson pa je za spletno stran Wilson & Alroy's Records Reviews album ocenil s tremi zvezdicami od petih in ga opisal kot »bolj ali manj standardni bop« in »sterilen kot nekateri albumi iz sredine 60. let, kot sta Maiden Voyage in Out To Lunch«.

## Izdaje
Speak No Evil je leta 1966 izšel na LP plošči, na zgoščenki pa je prvič izšel leta 1987. Prva remasterizirana verzija, nadzornik katere je bil Rudy Van Gelder je izšla leta 1999, vsebovala pa je alternativno verzijo skladbe "Dance Cadaverous". Dokončna remasterizirana verzija je 23. oktobra 2013 v omejeni izdaji izšla na Japonskem. Tudi ta izdaja vsebuje dva prej neizdana posnetka. Barvna paleta ovitka se nekoliko razlikuje od Van Geldrove izdaje in je bolj podobna prvi izdaji.

## Seznam skadb
Avtor vseh kompozicij je Wayne Shorter.

### Originalna izdaja
| Št. | Naslov             | Dolžina |
| --- | ------------------ | ------- |
| 1.  | „Witch Hunt‟       | 8:11    |
| 2.  | „Fee-Fi-Fo-Fum‟    | 5:54    |
| 3.  | „Dance Cadaverous‟ | 6:45    |
| 4.  | „Speak No Evil‟    | 8:23    |
| 5.  | „Infant Eyes‟      | 6:54    |
| 6.  | „Wild Flower‟      | 6:06    |

### RVG remasterizirana izdaja
| Št. | Naslov                                     | Dolžina |
| --- | ------------------------------------------ | ------- |
| 1.  | „Witch Hunt‟                               | 8:11    |
| 2.  | „Fee-Fi-Fo-Fum‟                            | 5:54    |
| 3.  | „Dance Cadaverous‟                         | 6:45    |
| 4.  | „Speak No Evil‟                            | 8:23    |
| 5.  | „Infant Eyes‟                              | 6:54    |
| 6.  | „Wild Flower‟                              | 6:06    |
| 7.  | „Dance Cadaverous‟ (alternativni posnetek) | 6:37    |

### 2013 Blue Note SHM-CD remasterizirana japonska izdaja
| Št. | Naslov                                     | Dolžina |
| --- | ------------------------------------------ | ------- |
| 1.  | „Witch Hunt‟                               | 8:11    |
| 2.  | „Fee-Fi-Fo-Fum‟                            | 5:54    |
| 3.  | „Dance Cadaverous‟                         | 6:45    |
| 4.  | „Speak No Evil‟                            | 8:23    |
| 5.  | „Infant Eyes‟                              | 6:54    |
| 6.  | „Wild Flower‟                              | 6:06    |
| 7.  | „Dance Cadaverous‟ (alternativni posnetek) | 6:37    |
| 8.  | „Witch Hunt‟ (alternativni posnetek)       | 6:55    |
| 9.  | „Fee-Fi-Fo-Fum‟ (alternativni posnetek)    | 5:59    |

## Sodelujoči
- Wayne Shorter — tenorski saksofon
- Freddie Hubbard — trobenta
- Herbie Hancock — klavir
- Ron Carter — kontrabas
- Elvin Jones — bobni